# Una bruna indiavolata!
Una bruna indiavolata! è un film italiano del 1951 diretto da Carlo Ludovico Bragaglia.

## Trama
Carlo lavora come impiegato in una salumeria di Cremona. Un giorno vince una grossa somma di denaro, 150.000 lire, e decide di andare a visitare Roma. Sul treno però un ladro gli ruba il portafogli.
Giunto a destinazione, prende un taxi ma si accorge di non avere più il portafoglio. Si ricorda di un suo commilitone, Giulio Scanagatta, che conobbe in prigionia durante l'ultima guerra. Va a cercarlo, ma proprio quel giorno non è in casa perché è andato a sposarsi in Campidoglio. Va dunque in municipio, dove incontra l'amico Giulio e gli chiede 5.000 lire in prestito. Giulio presenta a Carlo un invitato, che si rende disponibile a prestare la somma.
Il signore dispone di una banconota da 10.000 lire, Carlo ne chiede la metà. I due escono dal Comune a cercare qualcuno che possa cambiarla. Mentre l'invitato cerca il cambio, Carlo si siede sul taxi e proprio in quel momento una ragazza si precipita dentro la vettura e ordina al tassista di partire. Carlo è di nuovo daccapo: sta viaggiando in taxi e non sa come pagare. L'intrusa dice di essere la promessa sposa di Giulio, che non ha voluto sposare perché non lo ama. Carlo spiega a Clara che non ha i soldi per pagare il taxi. Neanche Clara ha soldi con sé. Decide di andare subito da Armando, così da cogliere l'occasione per dirgli che non si è voluta sposare.
I due giungono nella trattoria dove c'è Armando, che però ancora non si è fatto vivo. Clara ha un'idea: conosce il proprietario della trattoria, Peppino. Sa che la può aiutare se non paga subito. Chiede al cameriere di parlare con lui. Ma il cameriere le spiega che c'è stato un cambio di gestione. Peppino se n'è andato ed ora il proprietario è proprio il cameriere con cui stanno parlando. A questo punto, vista la mala parata, Carlo decide di risolvere la questione a modo suo. Ordina una macedonia e poi finge di trovarci dentro una mosca, minacciando di far scoppiare uno scandalo. Il cameriere, per tacitarlo, lo fa uscire dal locale senza fargli pagare il conto.
All'uscita li aspetta sempre il tassista. Clara apprende che Armando ha deciso di partire, deluso per non averla potuta sposare. Ma Armando non sa che Clara non si è sposata. Bisogna andare in stazione prima che parta.
Prima di andare in stazione, però, decidono di trovare i soldi per l'autista una volta per tutte. Vanno da un'amica di Clara, Adele. Ma neanche Adele è in casa: è andata da amici, i signori Cartoni, con cui tutti i sabati gioca a canasta. I due si precipitano in casa Cartoni, ma Adele non è ancora arrivata. Carlo si offre di giocare al posto suo, per vincere al gioco il denaro che gli serve. Purtroppo in quella casa non si usano i soldi: semplicemente chi vince fa pagare una penitenza agli sconfitti. Deluso, Carlo spera di guadagnarsi un nuovo paio di scarpe, ma perde e il padrone gli porta via i suoi pantaloni. Proprio in quel momento Clara scopre che Adele è andata alla stazione con Armando: capisce che il suo innamorato in realtà aveva una relazione con la sua amica. I due risalgono sul taxi e vanno alla stazione Termini. Armando e Adele però sono già partiti.
Giulio intanto si è messo alla ricerca della sua amata, e la trova davanti all'ingresso della stazione. Nello stesso momento due agenti in borghese identificano un ladro che si aggira tra i viaggiatori: è lo stesso che ha derubato Carlo. Comincia l'inseguimento, che finisce sulla pista ghiacciata, dove tutti precipitano a terra scatenando una zuffa generale. Al commissariato viene ristabilita la giustizia: il ladro viene condotto in prigione, Carlo rientra in possesso del suo portafoglio e paga finalmente il tassista.
Il giorno dopo Carlo fa finalmente il giro della città che aveva tanto desiderato, con lo stesso tassista. Alla fine della corsa, gli chiede di portarlo un'ultima volta al Campidoglio. Qui, inaspettatamente, si ripete la stessa scena del giorno precedente, con Clara che esce sola dal municipio ed entra nel suo taxi. I due si guardano negli occhi: Carlo le dice che stavolta non si ferma a Roma ma parte per Cremona.

## La critica
Gaetano Carancini sul Radiocorriere del 1º gennaio 1956 per il passaggio televisivo del film, " Bragaglia ha costruito un film senza eccessive pretese, che ha il solo compito di divertire e che, a più riprese, in più di un momento, ci riesce.
Interpreti della farsetta a lieto fine sono Silvana Pampanini e Ugo Tognazzi.

## Incassi
Incasso accertato a tutto il 31 marzo 1959 £ 109.161.609